# جون ديلبرت فان ألين
جون ديلبرت فـان ألين (بالإنجليزية: John Delbert Van Allen)‏ هو شخصية أعمال أمريكي، ولد في 5 أكتوبر 1850 في كريستال ليك في الولايات المتحدة، وتوفي في 30 ديسمبر 1928 في كلينتون في الولايات المتحدة.